# 533 (số)
533 (năm trăm ba mươi ba) là một số tự nhiên ngay sau 532 và ngay trước 534.